# 23-тя піхотна дивізія (США)
23-тя піхотна дивізія (США) (англ. 23rd Infantry Division (United States) — військове з'єднання, піхотна дивізія армії США. Дивізія брала участь у бойових діях Другої світової війни, де була більш всього відома як дивізія «Америкал» (англ. Americal Division) через скорочення «Американська, НовоКаледонська дивізія» (American, New Caledonian Division), де 27 травня 1942 року на острові Нова Каледонія з'єднання було вперше сформовано. В результаті надзвичайної ситуації, що склалася на Тихоокеанському театрі війни після Перл-Гарбора, США поспішно відправили спеціальну групу військ для захисту Нової Каледонії від японського нападу. Це формування стало єдиним військовим формуванням в історії американської армії, сформованим за межами території США під час Другої світової війни (це повториться в ході реформування за роки війни у В'єтнамі). На пропозицію підлеглого, командир дивізії генерал-майор Александр Патч попросив, щоб новий підрозділ був відомий як дивізія «Америкал» — назва була скороченою від «Американська, Новокаледонська дивізія». Це було незвично, оскільки, за винятком Філіппінської дивізії, усі інші формування армії США були відомі за нумерацією. Після Другої світової війни дивізія «Америкал» була офіційно перейменована на 23-ю піхотну дивізію. Проте про це рідко згадували, навіть за офіційними наказами.
Під час війни у В'єтнамі дивізія мала неоднозначний послужний список. В її бойових заслугах участь у численних боях і кампаніях, а також кривава бійня в Мі Лай, яку вчинив взвод 11-ї піхотної бригади, підпорядкованої дивізії, на чолі з лейтенантом Вільямом Келлі.
Дивізію було розформовано після її виведення з В'єтнаму в листопаді 1971 року.

## Історія

### Друга світова війна
Після атаки японського флоту на Перл-Гарбор та подальших нападах на Вейк, Гуам, Малаю, Гонконг, Філіппіни, Голландську Ост-Індію та інші архіпелаги й острови Тихого океану, французька Нова Каледонія стала ймовірною мішенню для японців через її важливу стратегічну позицію на лініях комунікацій з Новою Зеландією та Австралією та нікелеві та хромові шахти. На початок 1942 року вона перебувала під контролем Вільної Франції з погано оснащеними та навченими тубільними силами та ротою австралійських спецназівців. Французи дедалі більше хвилюючись, що аеродром, який будувався американцями стане плацдармом для японського вторгнення, вимагали додаткових американських сил.

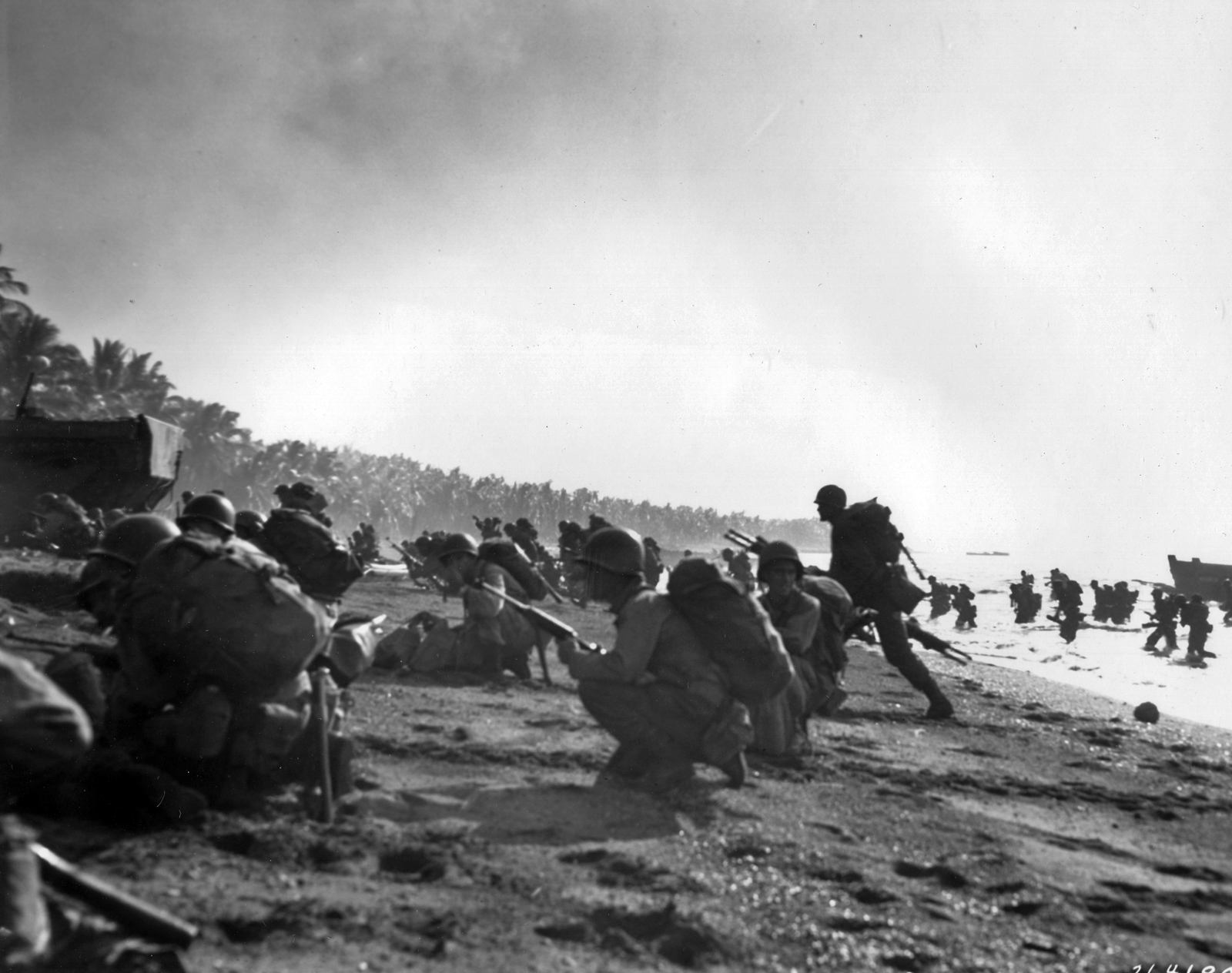
Висадка 132-го полку 23-ї піхотної дивізії на берег Себу. 26 березня 1945 року

У США була сформована і відправлена до Австралії оперативна група 6814 під командуванням бригадного генерала Александра М. Патча-молодшого, яка 27 лютого 1942 року прибула в Мельбурн. 12 березня частини оперативної групи 6814, що згодом стали 132-м, 164-м і 182-м піхотними полками дивізії, артилерійськими та іншими підрозділами підтримки й забезпечення висадилися на острів Нова Каледонія. 14 березня частка 182-го полку висадилася на Нові Гебриди.
На відміну від кількох інших дивізій армії США у війні на Тихому океані, солдати та підрозділи дивізії «Америкал» встигли пройти інтенсивний курс бойової підготовки, а також провести ротні й батальйонні тактичні навчання у джунглях на Новій Каледонії. Під командуванням генерала Патча «Америкал» дивізія стала першим формуванням американської армії, відправленим на Гуадалканал. Підрозділи прибували партіями і майже відразу вступали в бій разом із загартованою в боях і виснаженою 1-ю дивізією морської піхоти США, яку армійці зрештою звільнили після місяців запеклих боїв з японцями. Солдати дивізії «Америкал» швидко засвоїли від морських піхотинців уроки з тактики бою проти японських військ на Гуадалканалі. Відповідно, американські втрати були меншими, ніж можна було очікувати.
13 жовтня 1942 року 164-й піхотний полк висадився на Гуадалканал як екстрене підкріплення для 1-ї дивізії морської піхоти. Полк став першим підрозділом армії США, який вступив у бій під час Другої світової війни в рамках битви за Гуадалканал. У період з 24 по 27 жовтня частини полку витримали неодноразові атаки японських батальйонів і завдали противнику близько двох тисяч втрат. Командир 1-ї дивізії морської піхоти генерал-майор А. А. Вандегріфт був настільки вражений стійкістю та майстерністю солдатів, що видав полку відзнаку частини за те, що та продемонструвала «переважну звитягу у боях з ворогом». Крім того, генерал Вандегріфт нагородив підполковника Роберта Холла, командира 3-го батальйону 164-го полку, Військово-морським хрестом за його роль у цих боях.
У листопаді 164-й полк брав участь у наступі через річку Матанікау. Інші частини дивізії прибули по частинах в останні кілька тижнів 1942 року. Взимку 1943 року дивізія брала участь у наступах разом з 25-ю піхотною та 2-ю дивізією морської піхоти, щоб звільнити Гуадалканал від залишків японського опору. Після того, як останні японські захисники були знищені, захоплені в полон або евакуйовані з острова, 9 лютого 1943 року дивізія була відправлена на відновлення боєздатності. Історики описують дивізію «Америкал» як найефективнішу всіх дивізій армії США в цій кампанії.
5 березня 1943 року дивізію перекинули на острови Фіджі, де вона взяла на себе завдання щодо оборони головного острова Віті-Леву та зайнятися інтенсивним навчанням.
Протягом періоду з 25 грудня 1943 року до 12 січня 1944 року дивізія «Америкал» висадилася на Бугенвілі, звільнивши 3-ю дивізію морської піхоти. Їм було поставлено завдання (разом із 37-ю піхотною дивізією та батальйоном морської оборони) утримати й розширити праву половину раніше захопленого плацдарму. 7 березня 1944 року почалися запеклі бої з японськими силами із застосуванням танків, артилерії та інших засобів вогневого ураження. 37-ма та 23-тя дивізії твердо стояли на займаних рубежах і позиціях, і до 25 березня японці були змушені відступити. Це був останній наступ японців у південній частині Тихого океану.
7–9 квітня 1944 року дивізія перейшла в контрнаступ, відкинувши японців на схід від річки Мававія, і захопивши численні стратегічні висоти в горах протягом решти місяця. Навчання та патрулювання по захопленій території тривали до 30 листопада 1944 року, коли дивізія була звільнена.

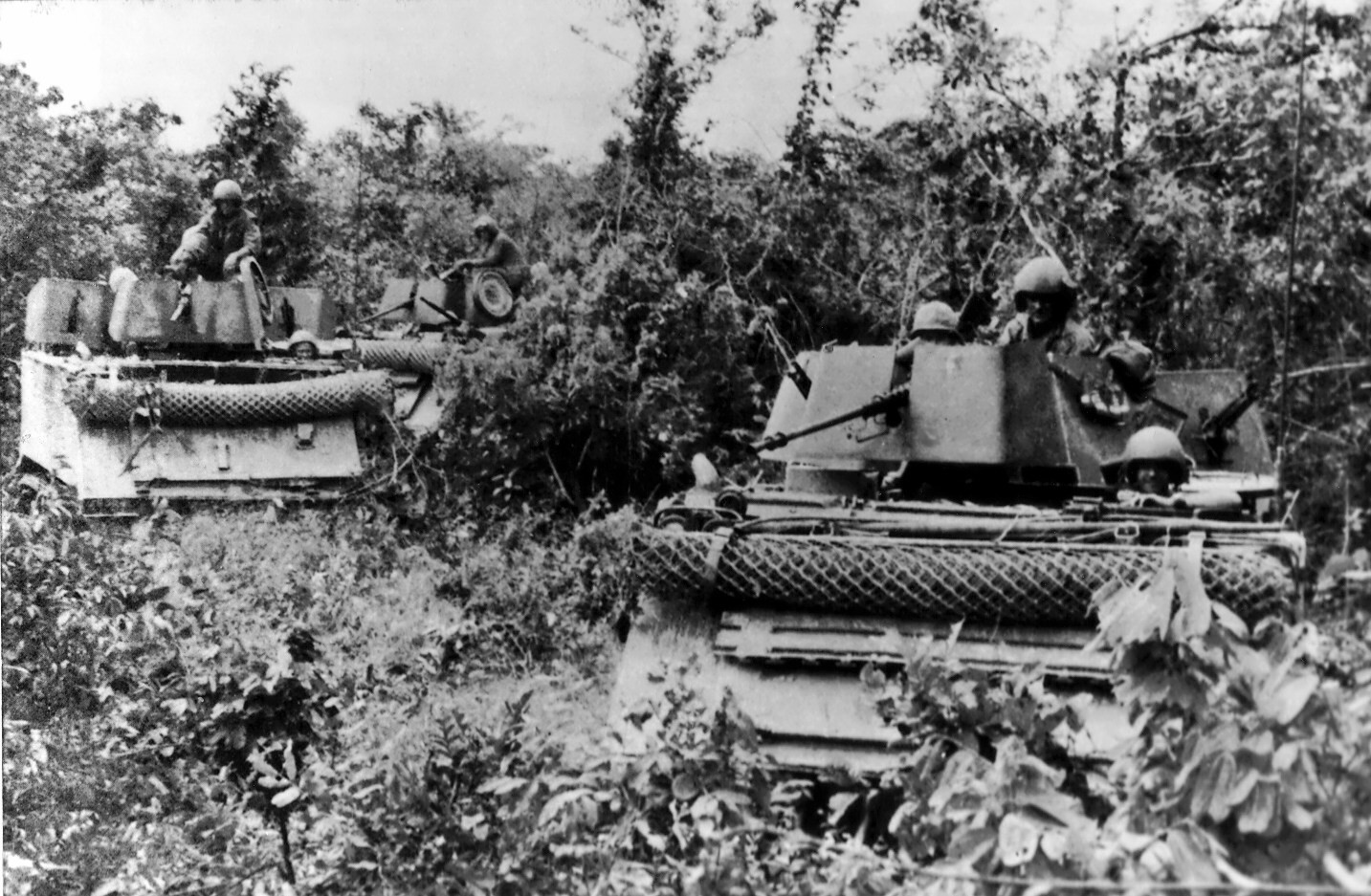
Підрозділ 23-ї піхотної дивізії на БТР M113 у В'єтнамі в 1967 році

8 січня 1945 року дивізія розпочала рух до філіппінських островів Лейте та Самар, де взяла участь в очищенні осередків опору японських військ, що залишилися на цих островах. Згодом діяла на островах Бірі, Капул, Тікао та Буріас. 13 березня 1945 року дивізія «Америкал» була звільнена з Лейте, і 26 березня висадилася на Себу, де захопила місто та аеродром до 28 березня. Дивізійні бойові групи здійснили висадку на Бохоль, Негрос і Мінданао, і до 17 червня вели бої, зачищаючи японські осередки оборони, що чинили опір. Згодом її передислокували на Себу.
На Себу тривала підготовка щодо передбачуваного вторгнення в Японію, але 14 серпня 1945 року японці капітулювали. 10 вересня 1945 року дивізія «Америкал» висадилася в Японії і взяла участь в окупації району Йокогама-Кавасакі-Йокосука.

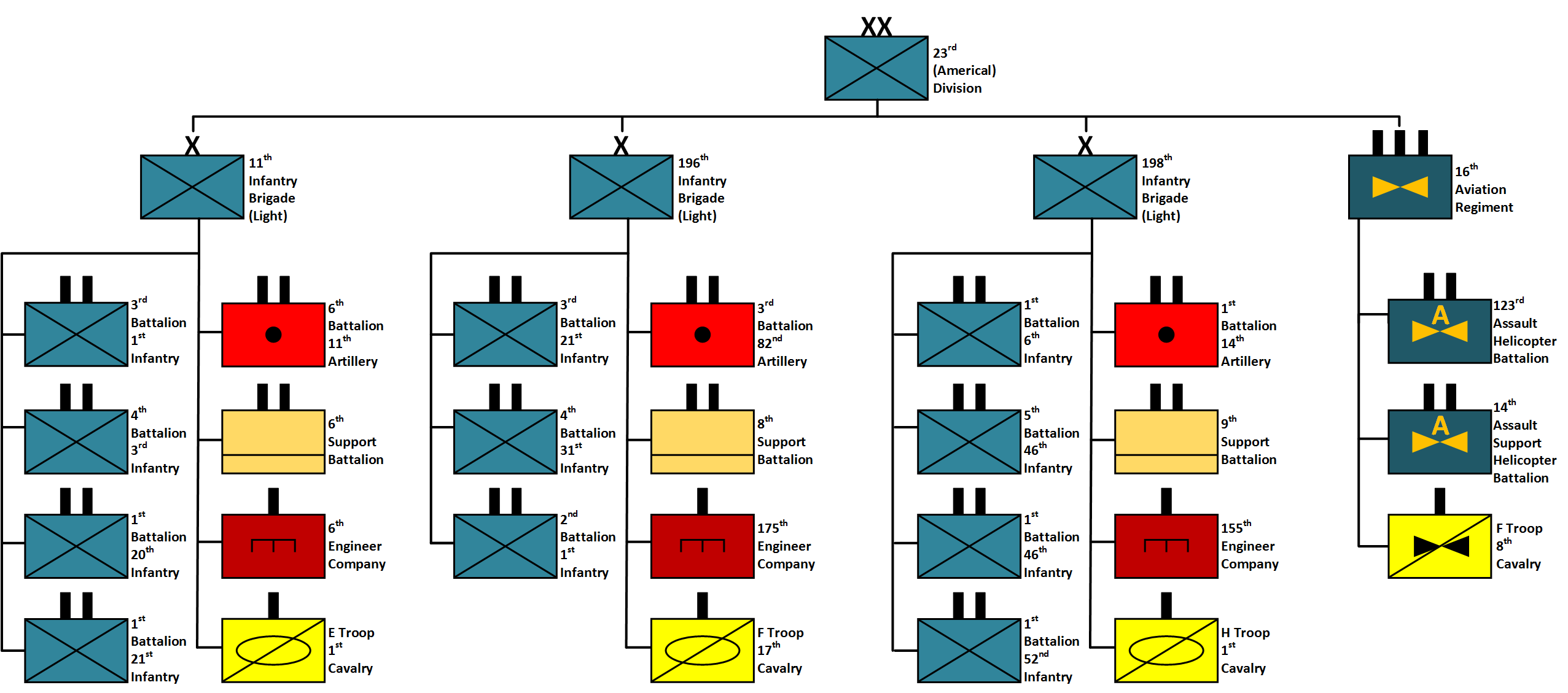
Організаційна структура 23-ї піхотної дивізії у В'єтнамі в 1967 році

### Війна у В'єтнамі
25 вересня 1967 року дивізію було розгорнуто вдруге в Чу Лай у В'єтнамі з підрозділів, які вже перебували у В'єтнамі, і новоприбулих підрозділів. Його попередник, оперативна група розміром з дивізії, відома як Оперативна група «Орегон», була створена для ведення бойових дій у провінціях Куан Нгай і Куангтін з 3-ї бригади 25-ї піхотної дивізії, 1-ї бригади 101-ї повітрянодесантної дивізії та 196-ї легкої піхотної дивізії (усі ці бригади були розгорнуті окремо до В'єтнаму в 1966 році). Оперативна група «Орегон» діяла в тісній співпраці з 1-ю дивізією морської піхоти у I військовому корпусному районі. Коли до В'єтнаму прибуло більше формувань армії США, дві дивізійні бригади були повернуті назад до своїх «батьківських» структур, а дві окремі бригади, що прибули, були введені до складу Оперативної групи «Орегон», яка, у свою чергу, стала йменуватися 23-я піхотна дивізія («Америкал»). До складу дивізії входили 11-та, 196-та та 198-ма легкі піхотні бригади та підрозділи підтримки та забезпечення дивізії.
23-тя піхотна дивізія у В'єтнамі зазнала важливої поразки в битві при Кхамдикі, але продемонструвала непогані результати під час Тетського наступу, боях при Ло Гіанг і за зону висадки «Центр».